# História do Sudão (livro)
História do Sudão (Tarikh al-Sudan ou Tarikh es-Sudan) é um crônica da África Ocidental escrita em árabe cerca de 1655 por Abedal Açadi, um cronista nascido em 28 de maio de 1594 e falecido em alguma data desconhecida após 1655-1656, a última data mencionada em sua crônica. Fornece a fonte primária mais importante para a história do Império Songai. Ela e o Tarikh al-fattash, outra crônica do século XVII que conta a história dos songais, são conhecidas como as Crônicas de Tombuctu.

## Publicação
Em 1853, o estudioso e explorador alemão Heinrich Barth visitou Tombuctu em nome do governo britânico. Durante sua estada em Gandó (agora no noroeste da Nigéria), consultou uma cópia da História do Sudão em sua investigação da história do Império Songai. No entanto, se equivocou acerca da autoria, alegando ser Amade Baba. Em seu livro, escreveu:
| “ | Mas tive tanto sucesso que tive a oportunidade de examinar uma história completa do Reino de Songai, desde o início dos registros históricos até o ano de 1640 de nossa era; embora, infelizmente, as circunstâncias me impediram de trazer de volta uma cópia completa deste manuscrito, que forma um respeitável volume quarto, e só pude, durante os poucos dias que tive este manuscrito em minhas mãos durante minha estada em Gandó, resumir trechos dessas passagens de seu conteúdo que considerei do maior interesse do ponto de vista histórico e geográfico. Esses anais, de acordo com a declaração universal do povo erudito de Negrolândia, foram escritos por uma pessoa distinta de nome Amade Baba, embora na própria obra esse indivíduo só seja mencionado na terceira pessoa; e parece que acréscimos foram feitos ao livro por outra mão; mas neste ponto não posso falar com certeza, pois não tive tempo suficiente para reler a última parte da obra com a devida atenção e cuidado. | ” |

Quarenta anos depois, o jornalista francês Félix Dubois em seu Timbuctoo the Mysterious apontou que a História não poderia ter sido escrita por Amade Baba, pois menciona a morte deste: "Como pode um homem tão bem informado sobre assuntos árabes ser tão completamente enganado? (...) Se tivesse lido o livro inteiro com mais atenção, teria visto que a data - ano, mês e dia - da morte de Amade Baba é mencionada pelo autor (...)". Após a ocupação francesa do Mali na década de 1890, duas cópias do manuscrito foram adquiridas pela Biblioteca Nacional em Paris. Estes foram estudados pelo estudioso árabe Octave Houdas; o Manuscrito A, não datado, foi enviado por Louis Archinard, e o Manuscrito B era uma cópia feita por Félix Dubois enquanto em Jené em 1895 e era muito semelhante ao Manuscrito A. Uma terceira cópia, o Manuscrito C, foi enviada a Houdas pelo linguista René Basset, que era chefe da Escola Superior de Letras em Argel. O manuscrito C era geralmente superior aos outros dois e incluía vogais para muitos dos nomes próprios e a data de 1792 para quando a cópia foi feita. Houdas publicou o texto árabe em 1898 e uma tradução para o francês em 1900.  Um século depois, John Hunwick publicou uma tradução parcial para o inglês.

## Manuscritos
Os manuscritos A, B e C foram usados por Houdas. Outros quatro foram listados por Hunwick. O texto dos manuscritos são todos muito semelhantes. As diferenças estão principalmente na grafia de lugares e nomes pessoais.
| Manuscrito | Localização                              | Referência                        |
| ---------- | ---------------------------------------- | --------------------------------- |
| A          | Biblioteca Nacional da França, Paris     | Arabe 5147                        |
| B          | Biblioteca Nacional da França, Paris     | Arabe 5256                        |
| C          | Biblioteca Nacional da França, Paris     | Arabes 6096                       |
| D          | Biblioteca do Instituto de França, Paris | MS 2414 (Fonds De Gironcourt 200) |
| E          | Biblioteca Nacional da Argélia, Argel    | Fonds Ben Hamouda, MS 4           |
| F          | Instituto Amade Baba, Tombuctu           | MS 660                            |
| G          | Instituto Amade Baba, Tombuctu           | MS 681                            |

## Origem do Império do Mali
O autor berbere da História do Sudão, Abederramão Açadi, registrou a tradição oral em torno da origem do Mali. Afirma: "Mali é o nome de um extenso território situado no extremo oeste (do Sudão) na direção do oceano. Foi Caia-Maga quem fundou o primeiro reino naquela região. Seus súditos, no entanto, eram uacorês (soninquês). Quando seu reinado chegou ao fim, o povo de Mali conseguiu a hegemonia."